# Eiko Nakayama
Eiko Nakayama (jap. 中山 英子, Nakayama Eiko; * 28. September 1970 in Matsumoto) ist eine japanische Skeletonpilotin.
Sie studierte Sozialwissenschaften an der Waseda-Universität. Danach arbeitete sie für die Shinano Mainichi Shimbun. Eiko Nakayama betreibt Skeleton seit 1999 und lebt und trainiert in der Präfektur Nagano. Ihr internationales Debüt gab sie mit 30 Jahren im Europacup. Bei einem Rennen in Igls erreichte sie einen guten sechsten Platz, woraufhin sie danach im Weltcup eingesetzt wurde. Ihr erstes Rennen bestritt sie im Dezember 2000 in Winterberg und belegte dort den 22. Rang. 2002 nahm sie an den erstmals für Frauen ausgetragenen Olympischen Skeletonwettbewerben teil. In Salt Lake City erreichte sie den zwölften Platz. Im Dezember 2002 kam Nakayama in Lake Placid als Neunte erstmals unter die Top 10 in einem Weltcuprennen. In ihrer Heimat Nagano startete sie bei den Weltmeisterschaften der Saison und belegte den 12. Platz. Ein Jahr später konnte sie sich in Königssee um einen Platz verbessern. 2006 trat sie ein zweites Mal bei Olympischen Spielen an und kam auf Platz 14.
Auch in den Wintern 2006/07 und 2007/08 startete Nakayama hauptsächlich im Weltcup, erreichte jedoch keine einstelligen Platzierungen. Im Januar 2009 nahm sie neben dem Weltcup erstmals am Intercontinentalcup teil und wurde unter anderem Dritte in Königssee. 2009/10 kehrte sie in den Weltcup zurück, kam jedoch nicht über zwei 14. Plätze hinaus. In den folgenden Wintern startete Nakayama unter anderem im America’s Cup 2011/12 und im Europacup 2012/13 und erreichte dabei weitgehend einstellige Resultate. Im Januar 2014 kehrte sie im Alter von 43 Jahren erneut in den Weltcup zurück und belegte als bestes Ergebnis Rang 16 in Königssee, was sie in der Saison 2014/15 bei ihren fünf Weltcup-Teilnahmen nicht überbieten konnte.
Eiko Nakayama gewann bei japanischen Meisterschaften zwischen 2004 und 2016 vier Gold-, fünf Silber- und drei Bronzemedaillen.